# Sternalorgan
Das Sternalorgan (Glandulae sternales) ist eine länglich-ovale Duftdrüse, welche bei Schaf, Ziege, Reh, Heidschnucke und Mufflon im Bereich des Brustbeins vorkommt.
| Tier                  | Länge  | Breite |
| --------------------- | ------ | ------ |
| Schaf                 | 80–140 | 40–60  |
| Heidschnucke, Mufflon | 80     | 35     |
| Ziege                 | 60     | 30     |

Mit Glandulae sternales wurden in der menschlichen Anatomie auch „Brustknochendrüsen“ längs von Blutgefäßen mit den sie verbindenden „Saugadern“ bezeichnet.

## Einzelbelege
1. 1 2  Nickel, August Schummer, Eugen Seiferle: Kreislaufsystem, Haut und Hautorgane. Georg Thieme Verlag, S. 470ff
2. ↑  August Carl Bock: Darstellung der Saugadern des menschlichen Körpers, nach ihrer Structur, Vertheilung und Verlauf etc. etc. 1828, S. 93 (5.5.5.)
3. ↑  Theodor Richter: Encyclopädie der menschlichen Anatomie. 1836, S. 322